# マッドマックス
『マッドマックス』（原題: Mad Max）は、1979年公開のオーストラリアのアクション映画作品である。
監督のジョージ・ミラーと主演を務めたメル・ギブソンの出世作品であり、後にシリーズ化された。特殊撮影や舞台設定など、国内外の多くの作品に影響を与えた。

## あらすじ
暴走族による凶悪事件が多発する社会となった近未来の荒廃したオーストラリアの路上が舞台になる。
暴走族で警官殺しの凶悪犯、ナイトライダーは、暴走族専門の特殊警察「M.F.P.（Main Force Patrol）」から、追跡用に改造されたパトカー「V8インターセプター（パシュート・スペシャル）」を奪って逃走。「M.F.P.」に所属する敏腕警官、マックス・ロカタンスキーはこれを発見し追いつめた末に、ナイトライダーは運転操作を誤って事故死する。
友人だったナイトライダーの死を知ったトーカッター率いる暴走族は自分達をコケにした報復としてM.F.P.を襲撃すべく行動する。まず、一味の一人であるジョニー・ザ・ボーイがM.F.P.隊員ジム・グースらに逮捕されるが、不起訴となり、失態を犯した彼はトーカッターに脅され、グースを襲撃。彼が運転していた車両はトーカッター一味により横転させられた挙げ句、火を点けられた。僚友グースの被害を見たのち、マックスは辞職を申し入れるが、マックスの腕を惜しんだ上司フィフィの提案を聞き入れて休暇を取り家族と共に数週間の旅行へ出発。しかし、トーカッター一味が妻を美人だとして目を付け、絡んだ事を切っ掛けに、これが原因で一味が妻子を襲撃、息子・スプローグの命が奪われ、妻・ジェシーは重体となった。
怒りに駆られるマックスは、報復を行うべく、スーパーチャージャー付きV8エンジンを搭載し600馬力にまでチューンナップされたもう1台の漆黒の特殊追跡車「V8インターセプター（ブラック・パーシュート・スペシャル）」をM.F.P.本部から無断で持ち出し、互いの復讐を賭けトーカッター一味と激突する。
インターセプターの馬力と速度によって、凶悪な暴走チームは壊滅。逃げおおせたかに見えたジョニーも捕えて私刑に処し、インターセプターのハンドルを握るマックスは暗雲立ち込める地平線へと続く一本道を疾駆する。

## 登場人物・キャスト
括弧内は正式名である。

### M.F.P.
マックス（マクシミリアン）・ロカタンスキー / Max（Maximillian）Rockatansky
演 - メル・ギブソン
M.F.P.迎撃担当官の警察官で、本作の主人公。搭乗する車両のコールサインは『01』で、高度なドライビングテクニックと戦闘技術を持ち合わせたフィフィからも一目置かれる生え抜きの敏腕隊員。
妻にジェシーがおり、スプローグの父親。ややクールながら、明るい一面やナイーブな一面も見せる人間味溢れる好漢で周囲からの信頼も厚い。家族にも深い愛情を抱いている。しかし、親友・グースの命を奪われた事で、前日まで普通に生きていた彼が死に、自分だけは生きている事に罪悪感を覚えるようになる。更に暴走族の追跡に快楽を感じ始めている自身にも恐怖し、フィフィの引き止めにも耳を貸さずM.F.P.を辞職しようとするが、彼からしばしの休暇を与えられ、家族とのんびりとした時間を過ごすことになる。しかし、そんな休息の時も束の間にトーカッター一味によって、妻は傷付けられ、我が子は殺されてしまう。親友だけでは飽きたらず、何よりも大切な家族すら奪ったトーカッター一味への怒りから、遂に狂気（Mad）に取り憑かれる。そして、水平二連式のソードオフ・ショットガンと無断で持ち出したインターセプターで武装し、復讐に走り出す。最終的に左膝と右腕に深手を負いながら、辛くも復讐を遂げる。
フィフィ（フレッド）・マカフィー /  Fred（Fifi）Macaffee
演 - ロジャー・ワード
M.F.P.隊長。筋骨隆々の身体に禿頭でゴート髭の男。観葉植物を育てるのが趣味。マックスの腕を誰よりも見込んで必要としており、彼が辞職を申し込んできた時は、「誰もヒーローを信じてはいないが、今人々にはヒーローが必要だ。そして、お前こそがそのヒーローだ」と言いつつ、彼が戻ってきてくれる事を信じて考え直させようと休暇を与える。
ジム・グース・レインズ / Jim "Goose" Rains
演 - スティーヴ・ビズレー
M.F.P.一番の荒くれ隊員で、別名「不死身のグース」。S&W M13を武器として装備しており、1976年製カワサキ・Z250、1977年製カワサキ・Z1000に搭乗。車両のコールサインは『ゴスリング1』。マックスの親友で、ややクールな彼とは対照的に大仰な言動が目立つ激情家。しかし、犯罪者を許さない確かな正義感も持ち合わせている。単独行動中にトーカッター一味の急襲を受け、生きたまま火を付けられてしまい、搬送先の聖ジョージ病院で死亡。
サース / Sarse
演 - スティーヴン・クラーク
右目上の絆創膏と髭がトレードマークの隊員で、追跡担当官。S&W M28を武器として装備しており、スカットルと共にフォード・ファルコンXAセダンに搭乗。車両のコールサインは『マーチヘア』。
スカットル / Scuttle
演 - ジョージ・ノヴァク
サースとコンビを組む隊員で、追跡担当官。コールサイン『マーチヘア』のフォードファルコンXAセダンにサースと共に搭乗し、運転係を務める。
ループ / Roop 
演 - スティーヴ・ミリチャンプ
小太りで長身の隊員で、フォードファルコンXBセダンに搭乗する追跡担当官。車両のコールサインは『ビッグ・ボッパー』。血気盛んで威勢は良いが、パトロール中に青姦するカップルを覗くなど勤務態度は怠慢で、ナイトライダー追跡の際には周囲への被害も省みない等、総じて素行は暴走族達と大差ないほど悪い。
チャーリー / Charlie
演 - ジョン・リー
ループとコンビを組む坊主頭の隊員。ループには振り回され気味で、ナイトライダー追跡中にもループの運転ミスが元による事故で喉に重傷を負い、その後は電気式人工喉頭を使用している。
バリー / Barry
演 - デイビッド・キャメロン
M.F.P.の車両整備士。V8インターセプターの製作に携わり、マックスにガレージでグースと共に自身の作品を興奮気味に紹介していた。
ラバタッチ / Labatouche
演 - ジョナサン・ハーディ
警察隊統括管理官。度々市民への被害も引き起こしているM.F.P.には頭を悩ませている。剣道が趣味の様で、フィフィと話している時はスーツの上から防具を付け、片手には竹刀と面を持っていた。

### 暴走チーム

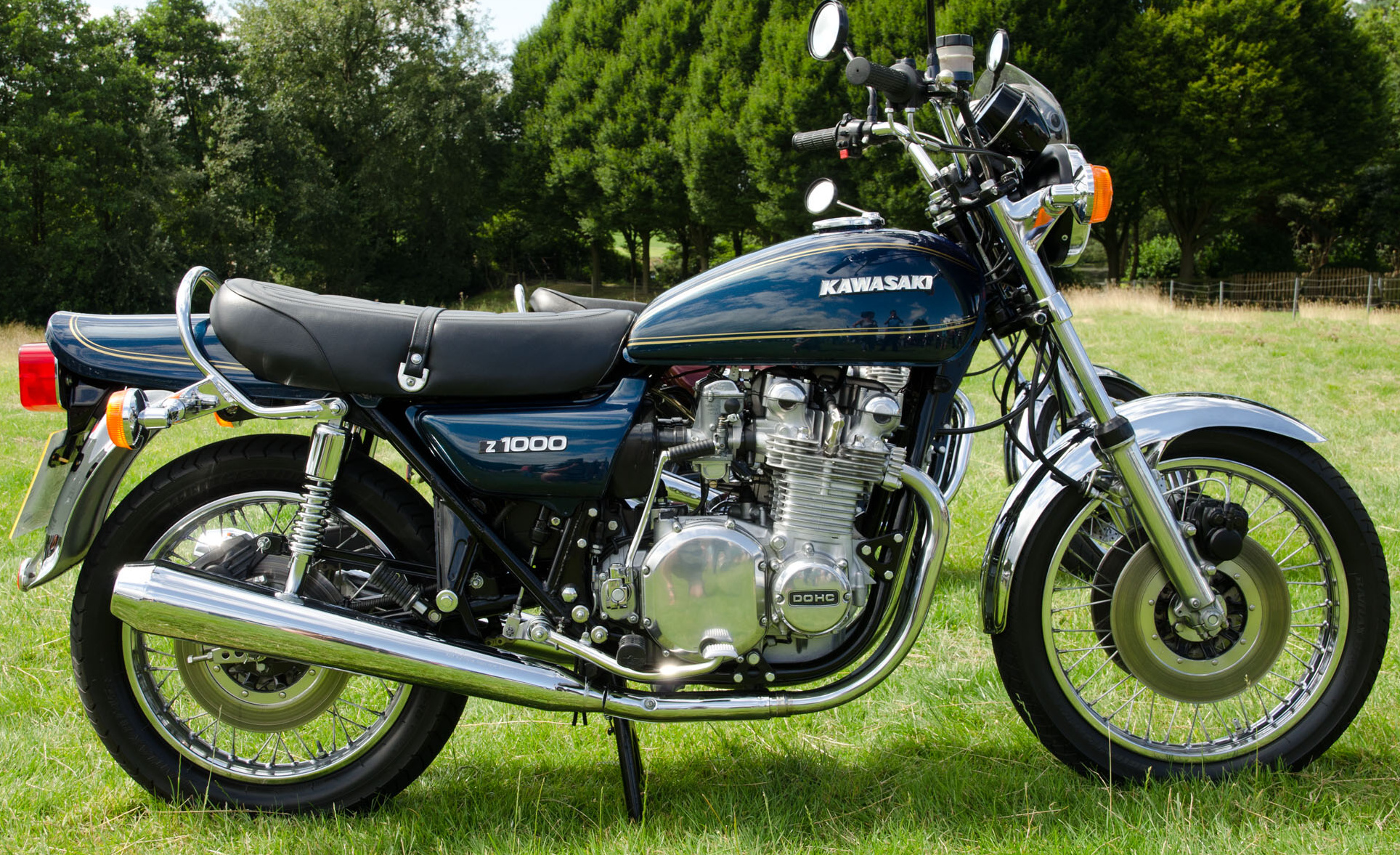
カワサキZ1000

トーカッター / The Toecutter
演 - ヒュー・キース・バーン
カワサキ・Z1000に乗り、流浪の暴走二輪チームを統率する、蓬髪のカリスマじみた雰囲気を漂わせる男。顔の周りはよく蠅が飛び回っている。片方の眉毛を剃っている。犯罪行為で方々を荒らしまわっていた最中、友人であったナイトライダーの死の報を聞きつけウィー・エルサレムに現れ、M.F.P.への報復へと動き出す。グース達に一度逮捕される失態を犯したジョニーにグースを襲わせ、挙げ句の果てに嫌がる彼にグースを殺させようとする等、身内にも容赦ない性格。その後、ジェシーと出会い、彼女の美貌に惹かれ絡むが、金的蹴りを喰らった挙げ句、車で逃げられる。彼女を追っていたカンダリーニが走行車に鎖を巻き付けた結果、彼の右手が千切れてしまった事から、逆恨みをして執拗に彼女らを追い回し、スプローグを人質にその仲間の右手との交換を要求。メイからショットガンを向けられて納屋に仲間諸共閉じ込められるが脱出し、尚も執拗に彼女らを追い掛け、ジェシーとスプローグをバイクで轢き殺す。その後、マックスからの逆襲で仲間達がやられた事を受け、ババらと共に彼に対しての反撃を仕掛ける。追ってきたマックスとの執拗なチェイスの末、最期は反対車線を走ってきた大型トラックにバイクごと衝突、轢き潰されて死亡した。
ババ・ザネッティ / Bubba Zanetti
演 - ジョフ・パリー
トーカッターの右腕的存在の男。金髪短髪、寡黙で鋭い目つきをしており、常に仏頂面。武器はモーゼルを愛用する。グループの乱暴狼藉に積極的に関わることは少なく、またメンバーの質の低下に不満を漏らしており、特にジョニーには手を焼いている。終盤のマックスの復讐で仲間がやられた事を受け、トーカッターと共に反撃に動く。倒れた振りをしているジョニーを囮にマックスの左膝を撃ち抜き、更に右腕を轢いて深手を負わせる。トーカッターの忠告を無視し、彼にとどめを刺そうとバイクで突進するが、間一髪で銃を手にしたマックスに射殺される。
ジョニー・ザ・ボーイ / Johnny the Boy
演 - ティム・バーンズ
トーカッター配下。犯罪現場で酩酊していた所をM.F.P.に逮捕、留置される失態を犯すも証拠不十分で不起訴。自分を連行したグースを逆恨みし、トーカッターからケジメを付けるよう釘を刺された事もあり、彼の乗ったバイクに細工をして転倒させる。しかし、それだけでは満足しないトーカッターから、転倒した車から漏れ出した燃料に着火して彼を殺すよう強要され、嫌がってトーカッターと揉み合いになった弾みでマッチを引火させてしまい、結果的に彼を殺害してしまう。
終盤では、トーカッター達と離れて一人逃げおおせるが、遺体から追い剥ぎをしていた所をマックスに見つかり、燃料が漏れ出した事故車に超合金製の手錠で足を括り付けられる。そして、即席の爆破装置を作ったマックスに「手錠は切るのに10分かかるが、足首なら3分で切れる」の言葉と共に鋸を渡され、必死に命乞いをしながら爆死する。
スターバック / Starbuck
演 - ニック・ガッザーナ
ナイトライダーの遺体回収の際にトーカッター達と同行。又、マッドガッツと共に通りかかったジェシーに一味の中で最初に目を付けていた。その後、インターセプターに乗ったマックスに追い立てられ転倒、死亡したと見られる。
クランク / Clunk
演 - バートランド・カダート
トーカッター配下の一人。タンクローリーへの燃料強奪にも参加し、タンクローリーの前をバイクでわざと遅く走り、速度を落とさせる役割を担った。しかし、最終的にマックスに追い立てられ、橋から川に転落する。
カンダリーニ / Cundalini
演 - ポール・ジョンストン
髭がトレードマークのトーカッター配下。自分達から車で逃げようとするジェシーの車に逃がすまいと鎖を巻き付けたが、右手を引きちぎられてしまう。最期は不明。
マッドガッツ / Mudguts
演 - デヴィッド・ブラックス
トーカッター配下の一人。顔色の暗い男。女性のマネキンに欲情して顔を舐める等、下劣な一面を見せていた。その後はタンクローリーへの燃料強奪にも参加したが、マックスに追い立てられ、クランクと共に橋から川に転落する。
ディアバンド / Diabando
演 - ハワード・エイノン
トーカッター配下の一人。参加したタンクローリーの燃料強奪では、燃料を収集のためのチューブを投げ渡している。最後はマックスに追い立てられた末に転倒。
クロフォード “ザ・ナイトライダー” モンタザーノ / Crawford "The Nightrider" Montazano
演 - ヴィンス・ギル
新人警官を殺害した逃走犯。警察無線に向かって自分の名を笑いながら叫ぶ喚き声を挙げ続け、盗難車両である1台目のV8インターセプターでサース達を振り切って尚も暴走するが、待ち構えていたマックスに追い立てられた途端に怯えて泣き出し、運転を誤って事故現場に突っ込んで爆死する。
ナイトライダーの彼女 / Nightrider's Girl
演 - ルル・ピンカス
ナイトライダーが運転する盗難車助手席に搭乗。ナイトライダー同様、哄笑を挙げ続ける。マックスに追い立てられ、諦めかける彼を励ますも、ナイトライダーの誤運転が元で諸共爆死する。

### その他
ジェシー（ジェス）・ロカタンスキー / Jessie（Jesse）Rockatansky
演 - ジョアン・サミュエル
マックスの妻。サックス演奏を特技としており、『貴方に夢中』という意味のハンドサインを示す等、夫・マックスとの関係は良好で、彼の事を常に気に掛けていた。しかし、休暇中での道中、美人だという事で絡んできたトーカッター一味に対し、金的蹴りで逃れるが、逃げる際に追い掛けようと彼女の走る車に鎖を巻き付けた一味の一人の右手が千切れてしまった事から付け回され、彼ら一味の襲撃を受ける。どうにか逃げようとするが、乗った自家用車はトーカッターらによって細工がされており、途中で故障してしまう。車を捨てて走って逃げるが、スプローグ諸共轢かれ、一命は取り留めたものの、脾臓、肝臓、肺、腎臓を損傷し、胸部打撲、左大腿骨骨折等の重傷を負う。
本作では上記のように重傷を負ったものの、一命を取り留めたとの言及がなされているが、続編『マッドマックス2』冒頭の回想では、2本の十字架の前にマックスが立つシーンが入ることから、その後死亡したものと見られる。
スプローグ・ロカタンスキー / Sprog Rockatansky
演 - ブレンダン・ヒース
マックスとジェシーの子。まだ幼子だったが、トーカッター一味によってジェシー諸共轢かれ、命を奪われる。
メイ・スウェイシー / May Swaisey 
演 - シェイラ・フローランス
ロカタンスキー一家が休暇で向かった先の農場主である老女。一家は「メイ叔母さん」と呼ぶ。彼らとは旧知の仲の様で、スプローグを人質に取られたジェシーを助け、果敢にショットガンを向けて彼らを納屋に閉じ込める。そのまま、ジェシーとスプローグ共々逃げようとするが、そこから尚も追ってきた一味とショットガンで応戦しようとするが、守りきれなかった。
ベンノ / Benno
演 - マックス・フェアチャイルド
メイの農場にいる大柄な男。知的障害があるようで、メイ曰く「子供のようなもの」だが、彼女との関係性は不明。
ジギー / Ziggy
演 - ジェリー・デイ
保安官。メイ同様、ロカタンスキー一家とは旧知の仲の様で、彼らの車に付いていたカンダリーニの右手を回収する。その後、危機感を抱いたマックスから頼まれたメイは彼を電話で呼ぶが、間に合わなかった。メイのことをメイ叔母さんと呼ぶ。

## 用語
サンシティ / Sun City
近未来のオーストラリアにある架空の都市。M.F.P.による管理下の「セクター（部門）」。
司法省 / Halls of Justice
アウトバックにあるオーストラリア連邦警察のM.F.P.の本部である老朽化した建物。
メイン・フォース・パトロール（M.F.P. / Main Force Patrol）
オーストラリア連邦警察特殊警察部門。対暴走族の対抗策として政府により1983年に設立された。エンブレムは盾の中に五角星、上方に翼が描かれており、下方には『MAINTAIN RIGHT』と刻まれている。国の不安定なエネルギー不足による混乱が起きた時、族がアウトバックの町々で略奪など行って傍若無人の限りを尽くして無法状態となった為、その対策として結成される。しかし、隊員達は荒くれ者も多く、市民への被害も度々起きている。ブロンズバッジを付けた隊員達は制服として黒いレザースーツを着用しており、黄色いフォード・ファルコンベースのM.F.P.パトロールカー（グースの様にカワサキ・Z1000ベースのM.F.P.パトロールオートバイも存在）に搭乗する。
セクター26・9号幹線/ HIGHWAY 9, SECTOR 26
M.F.P.が巡回していた幹線道路。道路沿いにカフェと併設された給油所がある。年間57人もの死亡者を出しており、「高死亡率道路」とされている。
アナーキー・ロード / ANARCHIE ROAD
アウトバックにある道路。
農場
メイ・スウェイシーが所有する広大な農場。ロカタンスキー一家の休暇先で、森林に囲まれ、敷地内には海岸がある。農場主のメイとベンノが暮らす。
ウィー・エルサレム / Wee Jerusalem
トーカッター一味がナイトライダーの遺体を引き取りに訪れた、鉄道駅がある集落。

## 日本語吹替
| 役名                     | 俳優                   | 日本語吹替 |
| 役名                     | 俳優                   | 日本テレビ版 |
| ------------------------ | ---------------------- | --- |
| マックス・ロカタンスキー | メル・ギブソン         | 安原義人 |
| ジェシー・ロカタンスキー | ジョアン・サミュエル   | 宗形智子 |
| ジム・グース             | スティーヴ・ビズレー   | 富山敬 |
| トーカッター             | ヒュー・キース・バーン | 坂口芳貞 |
| ババ・ザネッティ         | ジョフ・パリー         | 村山明 |
| ジョニー・ザ・ボーイ     | ティム・バーンズ       | 石丸博也 |
| フィフィ・マカフィー     | ロジャー・ワード       | 大宮悌二 |
| ナイトライダー           | ヴィンス・ギル         | 亀井三郎 |
| サース                   | スティーヴン・クラーク | 小島敏彦 |
| チャーリー               | ジョン・リー           | 千田光男 |
| 役不明又はその他         | N/A                    | 高野嗣郎 藤本譲 藤城裕士 城山堅 松岡文雄 中島喜美栄 小野丈夫 井口成人 北村弘一 大滝進矢 三枝みち子 井上瑤 宮崎恵子 有馬瑞香 佐々木優子 鳥海勝美 |
|                          |                        | |
| 演出                     |                        | 佐藤敏夫 |
| 翻訳                     |                        | 平田勝茂 |
| 選曲                     |                        | 赤塚不二夫 |
| 効果                     |                        | PAG |
| 調整                     |                        | 前田仁信 |
| 制作                     |                        | 東北新社 |
| 初回放送                 |                        | 1982年4月14日 21:02-22:54 『水曜ロードショー』 本編ノーカット放送                                                                               |

- テレビ放映時のタイトルは『激突また激突！カーバイオレンス限界描写 マッドマックス』
- 日本語吹替音声はソフト化されていなかったが2013年8月7日発売のシリーズ三作が収録されるBlu-ray BOXにて初収録された。
- 2015年6月17日発売の『マッドマックス トリロジー スーパーチャージャー・エディション ブルーレイ版 スチールブック仕様』において、上記吹替版に加え、マックス役の安原義人ととり・みきが出演するオーディオ・コメンタリーが新規収録された。

## スタッフ
- 監督：ジョージ・ミラー
- 製作：バイロン・ケネディ
- 脚本：ジェームズ・マッカウスランド/ジョージ・ミラー
- 撮影：デヴィッド・エグビー
- 音楽：ブライアン・メイ
- 日本語字幕：野中重雄[4]

## 主な登場車両

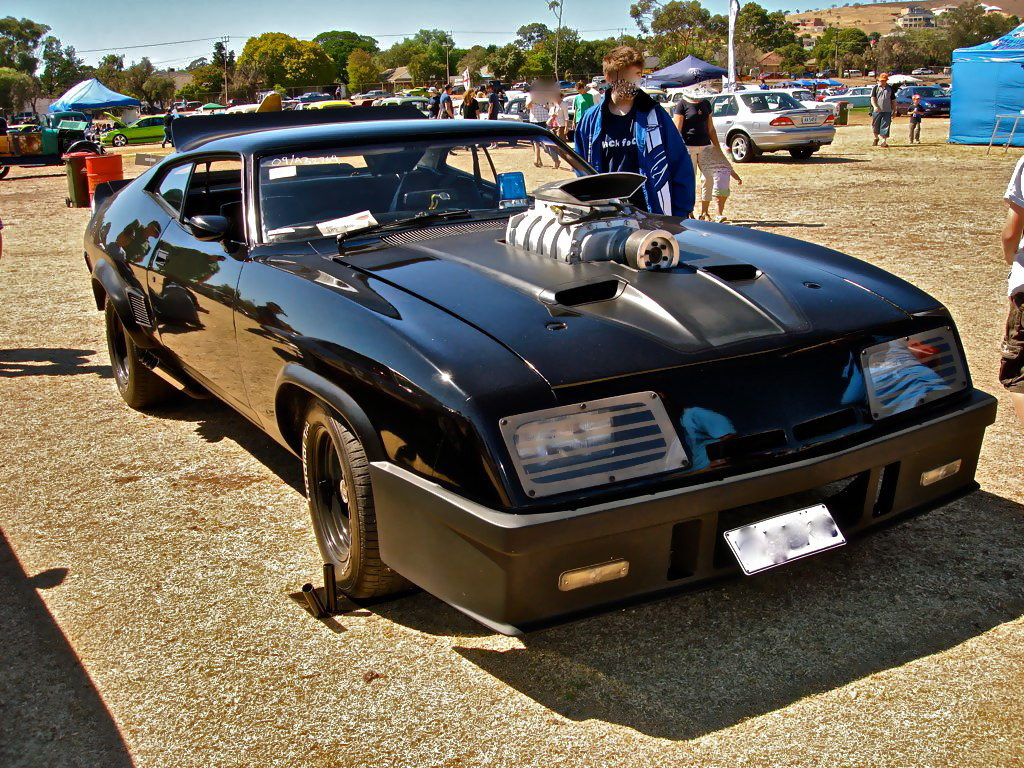
映画のファンによりV8インターセプター風に改造されたファルコンXB

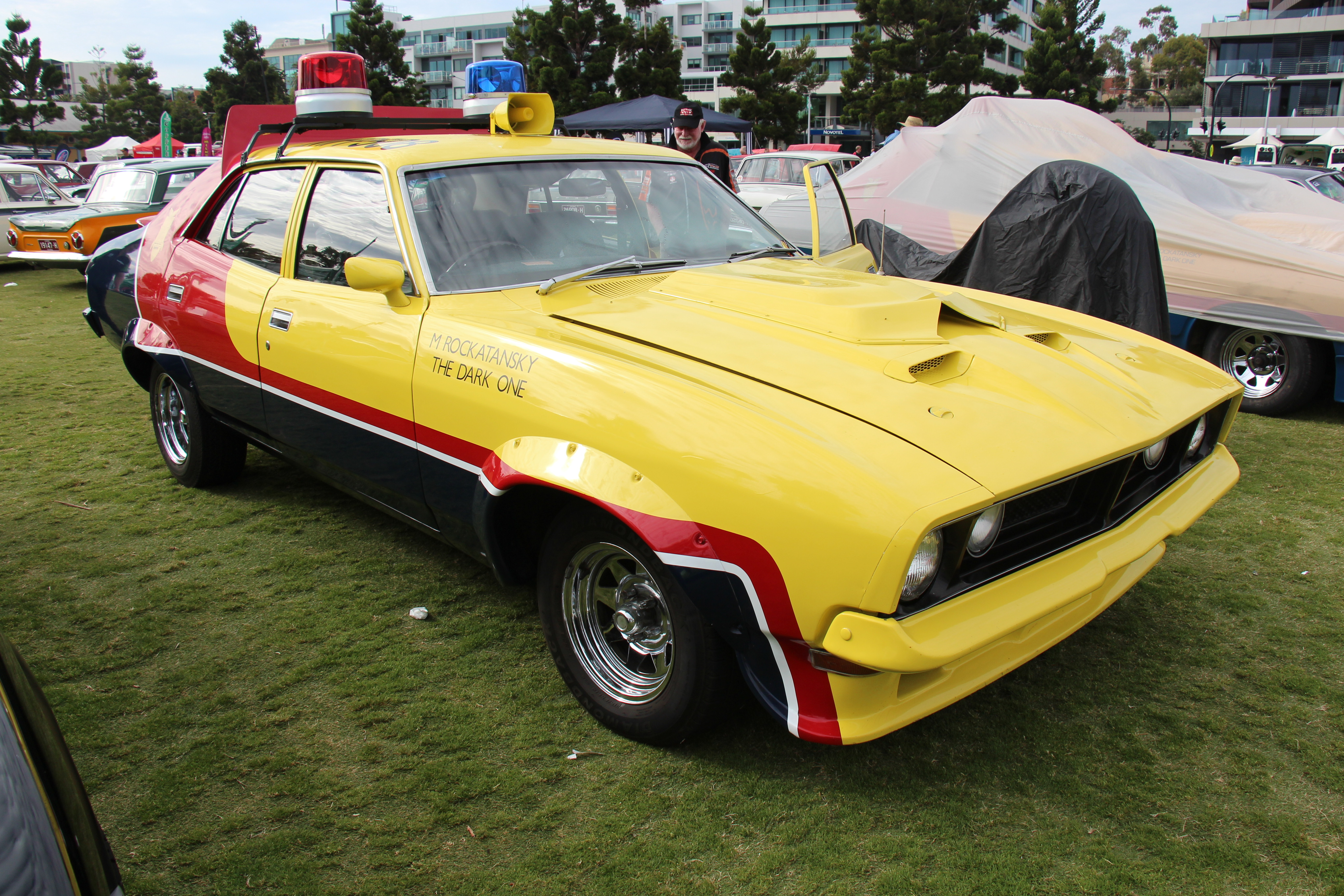
映画のファンによりイエロー・インターセプター風に改造されたフォード・ファルコン

- V8インターセプター / ブラック・パーシュート・スペシャル（1973年製 フォード・ファルコンXB GT351 ハードトップ・限定モデルの改造型）

M.F.P本部で作られた2台目の特殊迎撃用車両であり、物語終盤でマックスが無断で持ち出し、暴走族を追跡する。ベースは黒く塗装されたフォード・ファルコンで、ノーズに空力パーツ（ARCADIPANE PRODUCTS製ノーズコーン/フロントマスク）を配し、ウェイアンド社製スーパーチャージャー、ツイン・オーバーヘッド・カムを装着した排気量351立方インチ（5.8リッター）のV8エンジンにより600馬力、最大トルク80kg - mを発揮する。助手席側に青いパトランプを、運転席天井に無線機を備えている。シフトレバーの赤いプッシュプルスイッチで過給器をオンオフする（現実の過給器は常時動作するものであるため、動作スイッチは存在しない）。過給器自体もダミーで、演出のため電気モーターで動作するものである。
- M.F.P.パトロールカー（フォード・ファルコンXAセダン、XBセダン）

M.F.P.隊員達が乗る黄色く塗装された車体の同じくフォード・ファルコンベースのパトロールカー。作品自体が古いので、警光灯も、反射鏡はなく、グローブ内でライト4つがモーターにより回転する形式（1970年代はこの形が普通だった）。各隊員が搭乗する車両毎にコールサインがあるが、マックスの車両はイエロー・インターセプターとも呼ばれている。
- V8インターセプター / パーシュート・スペシャル（ホールデン・モナーロHQ 1972）

ナイトライダーが警官を殺し奪って乗っていた、1台目の特殊迎撃用車両。上記のインターセプターと同様の名前だが、こちらはベース車両が異なる。
- カワサキ・Z1000

グースが乗るパトロールオートバイ。
- トーカッターの暴走族のオートバイ

カワサキ・Z1000、Z900、ホンダ・CB750、ノートンコマンドーなど。
- マツダ・ボンゴ

序盤のカーチェイスでマーチヘアと衝突し大破する。監督ジョージ・ミラーの車を使用している。

## 作品解説
監督のジョージ・ミラーは医学生時代に負傷者を搬送する救急車に同乗したことがあり、この経験がバイオレンスシーンの参考になったという。もっとも、劇中での直接的なバイオレンス描写は少なく、代わりにそれを暗示させる映像効果を挿入することで表現している（例：マックスが病床のグースを見た瞬間、画面が不気味に揺らめく）。
1970年代のオーストラリアでは暴走族が社会問題化しており、暴走族やバイクが登場する映画が多数制作された。特に1974年のマッドストーンは主要キャストの多くがマッドマックスにも出演している。
低予算映画であり、その大半をフォード・オーストラリア製のファルコンXBを改造したインターセプターを始めとする車輌の改造に費やしたため、金銭的な余裕は無かった。撮影の多くで既存の建物を利用しており、M.F.P.が入っていた司法省のビルは昔の水道局のものを、地下駐車場はメルボルン大学のものを使っていたという。『ブレア・ウィッチ・プロジェクト』に抜かれるまでは「制作費と興行収入の差が最も大きい映画」としてギネスブックに掲載されていた。
スタントマンによるアクション・シーンでは、無謀な撮影により2名の死者が出たと噂された。DVDのコメンタリーでも「死者が出た」となっているが、グース役のスティーヴ・ビズレーや元撮影スタッフなどのインタビューなどでは否定されている。
クライマックスのトーカッターとトラックの激突シーンの撮影は、車両が破損する事にトラックの持ち主が難色を示したため、車体前面に鉄製の頑丈なガードを取り付けて行われた。ガードに貼り付けた板にはトラックのライトやラジエーターのイラストが描かれ、ライトが点灯したときの黄色い色までつけてある。衝突場面はロングショットでの撮影であったが、そのままでは呆気無い最期となるため製作陣は剥き出た両眼のアップを挿入する事でショッキングさを強め、よりインパクトのある場面となるよう演出した。この手法は後のシリーズにも活かされる事になる。
オーストラリアの俳優はオーストラリア特有の訛りがあるため、劇場公開時にはアメリカ人による吹き替えの英語版に差し替えられた。吹き替えは配給会社の判断だった模様で、監督のミラーは事前の断りも無く声を差し替えられたことに対して不満を露わにしている。

### 配役
主演のオーディションに現れたメル・ギブソンはボロボロの服装だった。前夜に喧嘩をして、そのまま来たという。これをミラーが気に入って主演が決まった。メルは当時演劇学校に通う学生だった。
暴走族のリーダーであるトーカッターを演じたヒュー・キース・バーンはマッドストーンにも出演していたが、キャスト決定時点ではバイクの免許を持っておらず、撮影時は免許を取得したての初心者状態だったという。映像に登場する暴走族は、セリフのある者やスタントマンを除けばほとんどが本物だったため、現場には不穏な空気が流れていたとのこと。当時オーストラリアで社会問題となっていた暴走族を登用することで映画に真実味を持たせ、さらに、彼ら素人を使うことで予算を安く上げるという思惑もあった。トーカッターの片腕でもある副リーダー“ババ”役のジョフ・パリーは、セリフが少ない上に演技も達者とは言えず、その容姿も「悪のオーラが全身から漲っている」ことなどから、本物だとの噂が絶えなかった。登用した暴走族グループの親分がこのパリーだとされたこともあるが、その後、日本のファン達の調査により、俳優であったことが判明している。

## 受賞
| 年   | 映画賞                                     | 賞                                   | 結果       |
| ---- | ------------------------------------------ | ------------------------------------ | ---------- |
| 1979 | オーストラリア映画テレビ芸術アカデミー賞   | 作曲賞                               | 受賞       |
| 1979 | オーストラリア映画テレビ芸術アカデミー賞   | 録音賞                               | 受賞       |
| 1979 | オーストラリア映画テレビ芸術アカデミー賞   | 編集賞                               | 受賞       |
| 1979 | オーストラリア映画テレビ芸術アカデミー賞   | 作品賞                               | ノミネート |
| 1979 | オーストラリア映画テレビ芸術アカデミー賞   | 監督賞                               | ノミネート |
| 1979 | オーストラリア映画テレビ芸術アカデミー賞   | 助演男優賞（ヒュー・キース・バーン） | ノミネート |
| 1979 | オーストラリア映画テレビ芸術アカデミー賞   | 脚本賞                               | ノミネート |
| 1980 | アヴォリアッツ国際ファンタスティック映画祭 | 特別賞                               | 受賞       |
| 2014 | サターン賞                                 | ベストDVD/ブルーレイ・コレクション   | ノミネート |

## 影響
“ロックさせた前輪を軸に後輪をパワースライドさせ、路上に円を描くようにタイヤ痕を付ける”という技の呼び名「マックスターン」は、この作品に由来する。和製英語であり、海外では単に「ドーナッツ」と呼ばれている。

## エピソード
- 低予算映画の為にセット設営を極力排した“近未来”という舞台設定で、撮影場所は水道局など既存の施設を利用し、往来の少ない地区や路上でロケ撮影を行った。
- 映画4作目『マッドマックス 怒りのデス・ロード』の前日譚コミック『Mad Max Fury Road Nux and Immortan Joe #1』の設定においてチャーリー、ループ、サースの三人は本作後の世界でも存命で路上のならず者らを処刑、排除を行っており、警官時代の職務を遂行している。
- この作品には「カワサキ・Zシリーズ」「カワサキ・KH」や「ホンダ・CB」など、当時のオーストラリアで人気だったバイクが多数登場する。グースの乗る白バイと暴走族のバイクはそのほとんどが「カワサキ・Z1000」である。
- 公開から年月を経た現在でも、劇中で使われたバイクのカウルなどのパーツが国内外サイトのネット通販にて見かけられ、主役カーであるV8インターセプターのレプリカが製造されている。さらに本作の関連グッズは近年その価値を上げている。2種類ある劇場公開当時の宣伝用チラシは共に美品状態であれば1枚数千円、また無版権モノだがインターセプターを模った「消しゴム」2種もまた美品状態であれば1台数千円で取引されている。
- 本作には「モーゼルC96」や「ソードオフ・ショットガン」など比較的マイナーな銃が登場するが、これは銃規制に対応するためである。
- オーストラリア公開後、本作が日本に上陸、上映。日本で好評だった事で全世界に売り込む足がかりとなった[5]。本作公開から数十年後、日本の同作愛好者有志らによる本作出演者達を招いたイベントなどを開催。
- 日本上映時「過激な暴走撮影であるため制作中に事故死者が出た作品（場面がある）」という噂が広まったが、死亡したと噂されていたスタントライダー役のデイル・ベンチが過去作の出演者一同と共に日本で行われた続編新作上映イベントなどに参加、来日[5]。

## ノベライズ
1979年3月にCircus Booksから出版された映画版の内容に基づいたテリー・ケイ（Terry Kaye）により書かれたノベライズ小説がある。現在は絶版。

## オリジナル・サウンド・トラック
Mad Max: Original Motion Picture Soundtrack Soundtrack
（作曲）Brian May
1. Main Title
2. Max The Hunter
3. Max Decides On Vengeance
4. The Final Chase
5. The Terrible Death of Jim Goose
6. We'll Give 'Em Back Their Heroes
7. Pain and Triumph
8. Dazed Goose
9. Forebodding In The Vast Landscape
10. Declaration of War
11. Flight From The Evil Toecutter
12. Pursuit and Tragedy
13. Jesse Alone, Uneasy and Exhausted
14. The Beach House
15. The Nightriders Rave
16. Jesse Searches For Her Child
17. Rampage of the Toecutter
18. The Crazing Of Johnny The Boy
19. Outtakes Suite [in 5 parts; indexed]

## 続編
- マッドマックス2（1981年）
- マッドマックス/サンダードーム（1985年）
- マッドマックス 怒りのデス・ロード（2015年）
  - マッドマックス:フュリオサ（2024年）

## その他の媒体での作品
ゲーム版
- マッドマックス（2015年）